# Erenhot
Erenhot är en stad på häradsnivå i förbundet Xilingol i den autonoma regionen Inre Mongoliet i norra Kina, omkring 320 kilometer norr om regionhuvudstaden Hohhot.
Staden är belägen vid gränsen till Mongoliet och är första järnvägsstationen i Kina på Transmongoliska järnvägen. Eftersom de mongoliska och kinesiska järnvägarna har olika spårvidd sker bytet av boggier vid stationen.
Området utanför Erenhot är särskilt känd för sina rika fyndigheter av dinosauriefossiler.